# Herrarnas singelsculler i rodd vid olympiska sommarspelen 1976
Herrarnas singelsculler i rodd vid olympiska sommarspelen 1976 avgjordes mellan den 18 och 25 juli 1976. Grenen hade totalt 15 deltagare från 15 länder.

## Medaljörer
| Gren          | Guld                   | Silver                    | Brons                 |
| Singelsculler | Pertti Karppinen (FIN) | Peter-Michael Kolbe (FRG) | Joachim Dreifke (GDR) |

## Resultat

### Heat

#### Heat 1
| Placering | Roddare             | Land         | Tid     | Noteringar |
| --------- | ------------------- | ------------ | ------- | ---------- |
| 1         | Peter-Michael Kolbe | Västtyskland | 7:05,95 | SF         |
| 2         | Sean Drea           | Irland       | 7:07,20 | SF         |
| 3         | Joachim Dreifke     | Östtyskland  | 7:11,49 | SF         |
| 4         | Pertti Karppinen    | Finland      | 7:12,94 |            |
| 5         | James Dietz         | USA          | 7:24,98 |            |

#### Heat 2
| Placering | Roddare           | Land          | Tid     | Noteringar |
| --------- | ----------------- | ------------- | ------- | ---------- |
| 1         | Nikolai Dovgan    | Sovjetunionen | 7:28,92 | SF         |
| 2         | Fabrizio Biondi   | Italien       | 7:35,33 | SF         |
| 3         | Hans Svensson     | Sverige       | 7:40,82 | SF         |
| 4         | Walter Lambertus  | Rumänien      | 7:42,65 |            |
| 5         | Reinaldo Kutscher | Uruguay       | 7:48,59 |            |

#### Heat 3
| Placering | Roddare            | Land       | Tid     | Noteringar |
| --------- | ------------------ | ---------- | ------- | ---------- |
| 1         | Ricardo Ibarra     | Argentina  | 7:17,41 | SF         |
| 2         | Edward Hale        | Australien | 7:20,11 | SF         |
| 3         | Claude Dehombreux  | Belgien    | 7:23,33 | SF         |
| 4         | Ulli Wolf          | Österrike  | 7:28,45 |            |
| 5         | Federico Scheffler | Mexiko     | 7:32,55 |            |

### Återkval
| Placering | Roddare            | Land      | Tid     | Noteringar |
| --------- | ------------------ | --------- | ------- | ---------- |
| 1         | Pertti Karppinen   | Finland   | 7:06,81 | SF         |
| 2         | Walter Lambertus   | Rumänien  | 7:08,88 | SF         |
| 3         | James Dietz        | USA       | 7:13,46 | SF         |
| 4         | Ulli Wolf          | Österrike | 7:25,38 |            |
| 5         | Reinaldo Kutscher  | Uruguay   | 7:26,34 |            |
| 6         | Federico Scheffler | Mexiko    | 7:37,98 |            |

### Semifinaler

#### Semifinal 1
| Placering | Roddare             | Land         | Tid     | Noteringar |
| --------- | ------------------- | ------------ | ------- | ---------- |
| 1         | Ricardo Ibarra      | Argentina    | 6:57,41 | FA         |
| 2         | Peter-Michael Kolbe | Västtyskland | 6:59,18 | FA         |
| 3         | Joachim Dreifke     | Östtyskland  | 6:59,36 | FA         |
| 4         | Walter Lambertus    | Rumänien     | 7:01,23 | FB         |
| 5         | Claude Dehombreux   | Belgien      | 7:14,76 | FB         |
| 6         | Fabrizio Biondi     | Italien      | 7:16,13 | FB         |

#### Semifinal 2
| Placering | Roddare          | Land          | Tid     | Noteringar |
| --------- | ---------------- | ------------- | ------- | ---------- |
| 1         | Sean Drea        | Irland        | 6:52,46 | FA         |
| 2         | Nikolai Dovgan   | Sovjetunionen | 6:58,15 | FA         |
| 3         | Pertti Karppinen | Finland       | 6:59,13 | FA         |
| 4         | Hans Svensson    | Sverige       | 7:00,60 | FB         |
| 5         | James Dietz      | USA           | 7:09,13 | FB         |
| 6         | Edward Hale      | Australien    | 7:16,64 | FB         |

### Finaler

#### A-final
| Placering | Roddare             | Land          | Tid     | Noteringar |
| --------- | ------------------- | ------------- | ------- | ---------- |
| 1         | Pertti Karppinen    | Finland       | 7:29,03 |            |
| 2         | Peter-Michael Kolbe | Västtyskland  | 7:31,67 |            |
| 3         | Joachim Dreifke     | Östtyskland   | 7:38,03 |            |
| 4         | Sean Drea           | Irland        | 7:42,53 |            |
| 5         | Nikolai Dovgan      | Sovjetunionen | 7:57,39 |            |
| 6         | Ricardo Ibarra      | Argentina     | 8:03,35 |            |

#### B-final
| Placering | Roddare           | Land       | Tid     | Noteringar |
| --------- | ----------------- | ---------- | ------- | ---------- |
| 1         | James Dietz       | USA        | 7:58,70 |            |
| 2         | Edward Hale       | Australien | 7:58,86 |            |
| 3         | Hans Svensson     | Sverige    | 7:59,36 |            |
| 4         | Fabrizio Biondi   | Italien    | 8:07,17 |            |
| 5         | Walter Lambertus  | Rumänien   | 8:11,13 |            |
| 6         | Claude Dehombreux | Belgien    | 8:15,35 |            |